# Lubao (république démocratique du Congo)
Pour les articles homonymes, voir Lubao.
Lubao, anciennement Sentery, est une localité chef-lieu du territoire éponyme de la province du Lomami en république démocratique du Congo.

## Géographie
La localité est située sur la route nationale 2 à 191 km au nord-est du chef-lieu provincial Kabinda.

## Administration
Chef-lieu territorial de 23 317 électeurs recensés en 2018, la localité a le statut de commune rurale de moins de 80 000 électeurs, elle compte 7 conseillers municipaux en 2019.

## Population
Le recensement date de 1984,.
| 1984 | 2004   | 2012   |
| ---- | ------ | ------ |
| -    | 21 844 | 28 153 |